# 12 Angry Men (phim 1957)
12 Angry Men (tạm dịch: 12 người đàn ông giận dữ) là một bộ phim Mỹ sản xuất năm 1957, được chuyển thể từ vở kịch truyền hình cùng tên của Reginald Rose. Bộ phim được chính Rose viết kịch bản và sản xuất, và do Sidney Lumet đạo diễn. 12 Angry Men là một phim thể loại tòa án kể về một bồi thẩm đoàn có 12 người đàn ông đang bàn thảo về tội trạng của một bị cáo. Tại Hoa Kỳ, trong hầu hết các phiên xử hình sự qua bồi thẩm đoàn, tất cả các bồi thẩm viên phải nhất trí khi kết luận bị cáo có tội hay vô tội. Bộ phim đặc biệt ở điểm gần như chỉ dùng một bối cảnh: trừ một đoạn mở đầu xảy ra trước tòa án và một đoạn ngắn ở trong phòng vệ sinh, toàn bộ bộ phim diễn ra trong một phòng họp bồi thẩm. Trong toàn bộ 96 phút của bộ phim, chỉ 3 phút diễn ra ngoài phòng này.
Bộ phim miêu tả những phương pháp đi đến sự đồng thuận, cũng như những sự khó khăn trong quá trình này, trong một nhóm người có nhiều cá tính khác nhau cộng thêm cá tính mạnh và mâu thuẫn lẫn nhau. Trừ hai bồi thẩm trao đổi tên trước khi rời tòa án ở cuối phim, trong phim không sử dụng tên nhân vật nào: bị cáo được gọi là "thằng nhỏ" và các nhân chứng được gọi là "ông già", và "bà ở bên kia đường".
Đến năm 2007, 12 Angry Men được Thư viện Quốc hội Hoa Kỳ chọn lưu trữ vào Viện lưu trữ phim Quốc gia vì sự "quan trọng trong lĩnh vực văn hóa, Lịch sử, hay thẩm mỹ" của nó.

## Cốt truyện
Câu chuyện bắt đầu ở một tòa án ở Thành phố New York, nơi một thanh niên 18 tuổi từ một khu ổ chuột đang bị xét xử vì tội đâm chết người cha. Đến lúc bồi thẩm đoàn phải đưa phán quyết, quan toà yêu cầu đoàn bồi thẩm xác định bị cáo có tội hay không, và thông báo thêm rằng nếu họ kết tội, bị cáo sẽ phải chịu hình phạt tử hình.
Ban bồi thẩm được đưa đến một phòng riêng, lúc đầu họ bỏ ra một thời gian ngắn để nói lời xã giao trước khi bắt đầu công việc. Có thể thấy rõ vào đầu các bồi thẩm viên đã quyết định rằng bị cáo có tội, và họ có ý định đưa phán quyết này mà không cần bàn thảo - chỉ trừ một người là Bồi thẩm #8 (Henry Fonda, người duy nhất biểu quyết "vô tội" trong cuộc biểu quyết đầu tiên. Ông ta giải thích rằng đây là một việc hệ trọng cho nên không thể đưa ra phán quyết mà không bàn thảo. Lá phiếu của ông đã làm tức giận các bồi thẩm viên khác, đặc biệt là Bồi thẩm #7 (Jack Warden), người đang để tâm trí vào một trận bóng chày tối hôm đó, và Bồi thẩm #10 (Ed Begley), người tin rằng hầu hết mọi người xuất thân từ các khu ổ chuột có khả năng phạm tội cao hơn người bình thường.
Phần còn lại của bộ phim tập trung của miêu tả những khó khăn của ban bồi thẩm trong việc đi đến một phán quyết nhất trí. Trong khi một số các viên bồi thẩm có những định kiến cá nhân, Bồi thẩm #8 cho rằng các chứng cứ trong trường hợp này là gián tiếp, và rằng bị cáo đáng được có một cuộc thảo luận công bằng. Ông đặt câu hỏi về tính chính xác và độ tin cậy của hai nhân chứng duy nhất trong án mạng, sự "hiếm hoi" của hung khí (một con dao xếp thông thường mà ông cũng có một cái y hệt), và các trường hợp nghi vấn nói chung (bao gồm cả một con tàu trên đường tàu xe lửa cao đi ngang qua vào thời điểm xảy ra án mạng). Ông cũng cho rằng lương tâm ông không cho phép ông bỏ phiếu "có tội" khi ông cảm thấy có sự nghi ngờ hợp lý về khả năng gây án của bị cáo.
Sau khi lập luận qua nhiều luận điểm mà không nhận được sự phản ứng tích cực từ những người khác, Bồi thẩm #8 miễn cưỡng đồng ý rằng ông đã chỉ làm treo bồi thẩm đoàn (hung-jury - một bồi thẩm đoàn mà trong đó họ không thể nào đưa ra được một phán quyết đồng thuận do đó phải tái xử). Tuy nhiên để tôn trọng ý kiến những người còn lại, ông đề nghị bỏ phiếu thêm một lần nữa, lần này bằng cách bỏ phiếu kín. Ông đề xuất rằng ông sẽ không bỏ phiếu, và nếu 11 bồi thẩm viên khác vẫn còn nhất trí trong một cuộc bỏ phiếu có tội, ông sẽ bằng lòng với quyết định của họ. Cuộc bỏ phiếu bí mật được diễn ra, và một phiếu "vô tội" khác xuất hiện. Bồi thẩm #3 tỏ ra tức giận và cáo buộc Bồi thẩm #5 - người xuất thân từ một khu ổ chuột - đã đổi phiếu do cảm thông đối với trẻ em khu ổ chuột. Tuy nhiên, Bồi thẩm #9 (Joseph Sweeney) tiết lộ rằng chính ông ta thay đổi phiếu của mình, vì ông cảm thấy rằng các luận điểm của Bồi thẩm #8 xứng đáng được thảo luận thêm.
Bồi thẩm viên #8 đưa ra một lập luận thuyết phục rằng một trong hai nhân chứng, một người đàn ông cao tuổi, người tuyên bố đã nghe thằng nhỏ hét lên: "Tôi sẽ giết ông" trước khi vụ án mạng xảy ra, không thể nghe lời nói rõ ràng như ông đã khai;cũng như cho rằng người ta thường nói "Tao sẽ giết mày" khi họ thật sự không có ý định giết người. Bồi thẩm #5 đổi lá phiếu của mình thành "vô tội". Ngay sau đó, Bồi thẩm #11 (George Voskovec) đặt câu hỏi về sự hợp lý của việc bị cáo thoát khỏi hiện trường trước khi lau chùi vết vân tay ra khỏi con dao, rồi sau đó trở lại hiện trường ba tiếng sau để lấy con dao (vẫn còn nằm trên ngực người cha);sau đó ông thay đổi lá phiếu.
Bồi thẩm viên #7 nhắc đến tuyên bố của ông già: sau khi nghe tiếng xác người cha rớt xuống sàn nhà, ông đã đi đến cửa căn hộ và nhìn thấy bị cáo chạy ra khỏi tòa nhà từ cửa trong vòng 15 giây. Các bồi thẩm viên #5, #6, và #8 đặt câu hỏi về sự xác thực của tuyên bố này, vì nhân chứng này từng bị đột quỵ cho nên không thể đi lại dễ dàng. Sau một cuộc thử nghiệm, bồi thẩm đoàn kết luận rằng nhân chứng không thể đi đến cửa nhà kịp thời để nhìn thấy hung thủ chạy ra. Bồi thẩm viên #8 kết luận rằng ông già cho rằng bị cáo chạy ra chỉ dựa vào những gì mình nghe được trước đó. Bồi thẩm viên #3, ngày càng tỏ ra bực bội trong quá trình này và trong cơn tức giận đã nói "Hắn phải chết! Hắn đang trượt ra khỏi tầm tay chúng ta!" Bồi thẩm viên #8 mắng lại ông ta, cho rằng ông là một "người trả thù công cộng tự xưng" và gọi ông là một người thích thú với những trò tàn ác, cho rằng ông chỉ muốn bị cáo chết vì lý do cá nhân chứ không phải vì sự thật. Bồi thẩm viên #3 hét lên "Ta sẽ giết hắn!" và nhào tới Bồi thẩm #8, nhưng bị hai người khác cản lại. Bồi thẩm viên #8 bình tĩnh nói "Ông thật sự không muốn giết tôi chứ, có đúng không?", và chứng minh luận điểm mà ông đã đưa ra trước đó.
Bồi thẩm viên #2 (John Fiedler) và Bồi thẩm viên #6 (Edward Binns) cũng đổi ý thành "vô tội", do đó số phiếu vào thời điểm này là đồng đều (6-6). Sau đó, một trận mưa bão quét qua thành phố, khiến trận bóng chày mà bồi thẩm viên #7 muốn đi xem có nguy cơ bị hủy bỏ.
Bồi thẩm viên #4 (E. G. Marshall) cho rằng ông không tin vào cớ vắng mặt của bị cáo (đang xem phim trong rạp cùng với bạn bè vào thời điểm xảy ra án mạng), vì thằng nhỏ không nhớ được đã coi phim gì ba tiếng sau đó. Bồi thẩm viên #8 giải thích rằng trong lúc bị xúc động người ta dễ quên nhiều điều, và thử thách bồi thẩm viên #4 có nhớ được những gì đã xảy ra hôm trước không. Bồi thẩm viên #4 có thể nhớ được nhưng cũng gặp không ít khó khăn, và #8 chỉ ra rằng lúc đó ông không bị stress cho nên không có lý do gì để mà nghĩ rằng thằng nhỏ có thể nhớ được đã xem phim gì.
Bồi thẩm viên #2 đặt câu hỏi về tuyên bố của phía công tố cho rằng bị cáo đã đâm dao xuống nạn nhân, trong khi bị cáo thấp hơn nạn nhân cả foot. Bồi thẩm viên #3 và Bồi thẩm viên #8 thực hiện một cuộc thử nghiệm để xem thử một người thấp hơn có thể đâm xuống một người cao hơn hay không. Cuộc thử nghiệm cho thấy việc đó có thể được, nhưng bồi thẩm viên #5 giải thích rằng vì ông lớn lên trong một khu vực có nhiều trận đấu nhau bằng dao, ông biết rõ một người thấp hơn sẽ không đời nào cầm dao một cách như thế để có một nhát dao đi xuống, vì đó là một tư thế rất vụng về và mất thời gian. Ngược lại, một người thấp hơn đối phương sẽ đâm một nhát dao đi lên. Khám phá này đã làm củng cố hơn ý tưởng rằng bị cáo là vô tội.
Ngày càng mất kiên nhẫn, bồi thẩm viên #7 đổi lá phiếu của mình để kết thúc cuộc bàn thảo;việc này đã khiến ông bị bồi thẩm viên #3 và #11 tức giận, hai người đang có ý tưởng khác nhau. Bồi thẩm viên #11, một người nhập cư có vẻ rất ái quốc cho rằng #7 đã coi thường lá phiếu của mình, và cuối cùng #7 cũng cho rằng ông cũng thật sự tin rằng bị cáo là vô tội.
Lần lượt bồi thẩm viên #12 (Robert Webber) và #1 (Martin Balsam) cũng thay đổi lá phiếu của mình, chỉ để lại ba người: bồi thẩm viên #3, #4, và #10. Bực tức vì diễn biến của cuộc bàn thảo, Bồi thẩm viên #10 bắt đầu một cơn thịnh nộ và cho rằng không thể tin tưởng được những người từ khu ổ chuột, và họ không hơn loài cầm thú cũng giết hại lẫn nhau để giải trí. Bồi thẩm viên #5 cảm thấy xúc phạm và quay lưng lại;từng người một cũng bắt đầu quay lưng đối với Bồi thẩm viên #10. Bị xáo trộn vì phản ứng này, Bồi thẩm viên #10 tiếp tục trong một giọng nói và cử chỉ càng giảm dần, và cuối cùng kết thúc bằng "Hãy nghe tôi nói. Hãy nghe...". Bồi thẩm viên #4, người duy nhất chưa quay lưng, trả lời, "Tôi đã nghe rồi. Bây giờ ông hãy ngồi xuống và đừng mở miệng nữa." Trong khi #10 đi đến một góc phòng một mình, #8 nói trong một giọng nhỏ nhẹ về những cái hại của định kiến, và các bồi thẩm viên khác bắt đầu trở lại ghế ngồi của mình.
Khi được hỏi tại sao họ vẫn muốn kết án bị cáo trong khi có những nghi ngờ có lý, Bồi thẩm viên #4 nói rằng mặc dù các chứng cứ khác đã có nghi vấn, vẫn còn có một nhân chứng khác đã chứng kiến án mạng từ cửa sổ trong phòng mình từ phía bên kia đường (qua một chiếc tàu đang đi ngang qua). Sau khi điều này được nhắc đến, #12 đổi ý kiến và tỷ lệ phiếu trở thành 8-4.
Sau đó bồi thẩm viên #9, sau khi thấy Bồi thẩm viên #4 chùi mũi (vì bị đôi kính chạm vào), nhận thức rằng nhân chứng đó, cũng như #4, cũng đeo kính vì bà cũng có dấu hiệu chùi mũi vào cùng chỗ, nhưng bà không mang kính đến tòa án vì lý do thẩm mỹ, Bồi thẩm viên #8 hỏi Bồi thẩm viên #4 ông có mang kính khi đi ngủ không, và #4 trả lời không, chẳng ai làm việc đó. Bồi thẩm viên #8 giải thích rằng không có lý do gì để tin tưởng rằng nhân chứng đó đang mang kính trong lúc đang ngủ, và chỉ ra rằng vì án mạng xảy ra rất nhanh, bà không đủ thời gian để mà đeo kính vào. Sau đó, các bồi thẩm viên #12, #10, và #4 đều đổi lá phiếu của mình thành "vô tội".
Vào lúc này, người duy nhất cho rằng bị cáo có tội là #3. Bồi thẩm viên #3 đưa ra nhiều luận điểm, nhưng cuối cùng nói "Thằng nhóc hư hỏng... Mày phá hỏng đời mày rồi--!" Việc này biểu lộ rằng ông có quan hệ xấu với người con trai của mình, và việc này là lý do chính mà ông muốn bị cáo có tội. Ông mất bình tĩnh, xé một bức hình của mình với đứa con, rồi bật khóc và đổi lá phiếu của mình thành "vô tội". Cuối cùng, tất cả các bồi thẩm viên đã đồng thuận với phán quyết "vô tội".
Sau khi các bồi thẩm viên rời khỏi căn phòng, Bồi thẩm viên #8 giúp #3 đi ra. Bộ phim kết thúc khi hai bồi thẩm viên #8 (Davis) và #9 (McCardle) trao đổi danh tính, và các bồi thẩm viên rời khỏi tòa án để về lại cuộc sống hằng ngày của mình.

## Các nhân vật
| Bồi thẩm viên # | Nhân vật | Diễn viên       | Thứ tự bầu "vô tội" |
| --------------- | --- | --------------- | ------------------- |
| 1/Chủ tịch      | Chủ tịch bồi thẩm đoàn. Trợ lý huấn luyện viên bóng bầu dục ở trường trung học.                                                              | Martin Balsam   | 9                   |
| 2               | Nhân viên ngân hàng yếu đuối, lúc đầu bị những người khác thống trị nhưng sau đó đã tìm được tiếng nói của mình.                             | John Fiedler    | 5                   |
| 3               | Nhân vật phản diện, là một doanh nhân và một người cha có xích mích lớn với con trai mình, vì thế rất có định kiến với bị cáo.               | Lee J. Cobb     | 12                  |
| 4               | Một người đơn thuần dựa vào lý trí và logic để đi đến kết luận.                                                                              | E. G. Marshall  | 11                  |
| 5               | Một người lớn lên từ một khu ổ chuột. | Jack Klugman    | 3                   |
| 6               | Thợ sơn nhà, cứng rắn nhưng cũng có phép tắc và tôn trọng.                                                                                   | Edward Binns    | 6                   |
| 7               | Người bán hàng, hâm mộ thể thao. Ông không quan tâm lắm vào việc thảo luận vì đang nôn nóng muốn đi xem một trận bóng sắp diễn ra.           | Jack Warden     | 7                   |
| 8               | Một kiến trúc sư, người đầu tiên đưa lá phiếu "vô tội", nhân vật chính diện của phim. Trong đoạn cuối phim, ông tiết lộ tên mình là "Davis". | Henry Fonda     | 1                   |
| 9               | Một ông già khôn ngoan và tinh ý. Trong đoạn cuối phim, ông xưng tên là "McCardle".                                                          | Joseph Sweeney  | 2                   |
| 10              | Một chủ tiệm sửa xe, lớn tiếng và có tư tưởng định kiến với dân ổ chuột.                                                                     | Ed Begley       | 10                  |
| 11              | Một thợ làm đồng hồ, người nhập cư từ châu Âu.                                                                                               | George Voskovec | 4                   |
| 12              | Một giám đốc quảng cáo, ông thường thiếu chính kiến và thay đổi lá phiếu theo phe đang chiếm ưu thế hơn.                                     | Robert Webber   | 8                   |

Nhân vật khác không ghi tên
- Rudy Bond vai Quan tòa
- James Kelly vai Người canh gác
- Billy Nelson vai Nhân viên tòa án
- John Savoca vai Bị cáo

## Sản xuất
Kịch bản của Reginald Rose ban đầu được viết cho truyền hình (với Diễn viên chính là Robert Cummings trong vai bồi thẩm viên #8) và được trình chiếu trên chương trình Studio One của CBS vào tháng 9 năm 1955. Băng kinescope của diễn xuất đó đã được khám phá lại vào năm 2003 sau nhiều năm thất lạc. Cuộc trình diễn diễn ra tại Chelsea Studios ở Thành phố New York.
Sự thành công của chương trình truyền hình đã dẫn đến sự chuyển thể thành phim. Sidney Lumet, người trước đó từng đạo diễn những kịch phim truyền hình như Alcoa Hour và Studio One, được Henry Fonda và Rose mời đạo diễn phim. 12 Angry Men là bộ phim điện ảnh đầu tiên của Lumet, và đối với Fonda và Rose (hai nhà đồng sản xuất), đây là bộ phim duy nhất mà họ làm nhà sản xuất. Fonda sau đó nói rằng ông sẽ không bao giờ sản xuất một bộ phim nào nữa.
Việc quay phim được hoàn tất trong vòng 3 tuần với tổng chi phí là 340.000 USD (khoảng 2,5 triệu USD nếu điều chỉnh cho lạm phát).
Vào đoạn đầu phim, các máy quay hình được đặt ở vị trí cao và dùng ống kính góc rộng để tạo cảm giác khoảng cách giữa các nhân vật, như càng về sau thì tiêu cự của các ống kính càng giảm dần. Đến cuối phim, hầu như mỗi nhân vật đều được quay gần bằng ống kính telephoto từ một góc độ thấp hơn, làm giảm độ sâu trường ảnh. Lumet vốn là một đạo diễn nhiếp ảnh, cho biết rằng ông có ý định làm như vậy để tạo một cảm giác chứng sợ không gian hẹp (claustrophobia).

## Đón nhận

### Giới phê bình
Khi mới ra mắt, 12 Angry Men được đón nhận nồng nhiệt từ giới phê bình. A. H. Weiler của tờ The New York Times viết rằng "Nó đã tạo nên một kịch bản căng thẳng, hấp dẫn, và thúc giục mà có phạm vi xa hơn bối cảnh căn phòng nhỏ của bồi thẩm đoàn của nó." Về các nhân vật chính, ông nhận xét "diễn xuất của họ có đủ sức mạnh và kích động để khiến khán giả say mê." Tuy nhiên, bộ phim có doanh thu thấp Với sự ra đời của phim màu và, phim màn ảnh rộng, bộ phim đen trắng này không thể cạnh tranh nổi. Bộ phim không được biết đến nhiều cho đến khi nó được bắt đầu chiếu trên truyền hình.

### Di sản
Ngày nay nó được xem là một bộ phim kinh điển được cả khán giả và giới phê bình khen ngợi: Roger Ebert liệt kê nó trong danh sách "Những bộ phim vĩ đại". Viện phim Mỹ (AFI) liệt kê Bồi thẩm viên 8, do Henry Fonda diễn xuất, là nhân vật thứ 28 trong danh sách 50 anh hùng vĩ đại nhất trong điện ảnh Mỹ thế kỷ 20. AFI cũng liệt kê bộ phim trong vị trí số 42 trong danh sách 100 phim truyền cảm hứng, thứ 88 trong danh sách phim ly kỳ nhất và thứ 87 trong danh sách 100 phim hay nhất trong 100 năm qua. Đến tháng 10 năm 2013, bộ phim vẫn nhận số điểm 100% trong các phê bình trên Rotten Tomatoes. Trong năm 2011, bộ phim đứng thứ nhì trong các phim được chiếu nhiều nhất tại các trường trung học Anh.
Các danh sách trong Viện phim Mỹ:
- 100 phim hay nhất – Đề cử
- 100 phim rùng rợn và ly kỳ – Vị trí 88[21]
- 100 anh hùng và kẻ phản diện: Bồi thẩm số 8 – Người hùng thứ 28[22]
- 100 phim truyền cảm hứng – Vị trí 42[23]
- AFI's 100 Years... 100 Movies (10th Anniversary Edition) – Vị trí 87[24]
- 10 phim trong 10 thể loại – Phim chính kịch tòa án #2[25]

### Giải thưởng
Bộ phim được đề cử Giải Oscar trong các thể loại Đạo diễn xuất sắc nhất, Phim hay nhất và Kịch bản chuyển thể xuất sắc nhất. Trong cả ba thể loại nó thua phim The Bridge on the River Kwai. Tại Liên hoan phim quốc tế Berlin lần thứ 7, bộ phim giành giải thưởng Gấu Vàng. Nó cũng giành giải Grand Prix của Hội Nhà phê bình phim Bỉ.

## Ảnh hưởng văn hóa
Tại một buổi chiếu phim ở Trường luật Đại học Fordham, thẩm phán Sonia Sotomayor của Tối cao pháp viện Hoa Kỳ nói rằng bà đã chịu ảnh hưởng từ bộ phim khi xem nó trong lúc học đại học, khiến bà muốn theo luật. Bà nhận cảm hứng từ lời nói của bồi thẩm viên số 11 vốn là một người nhập cư, về lòng tôn kính của ông đối với hệ thống tư pháp Mỹ. Bà cũng cho biết rằng, trong lúc làm quan tòa trong các tòa án cấp dưới, bà đôi khi hướng dẫn các bồi thẩm không làm theo phim, vì hầu hết các kết luận của bồi thẩm đoàn trong phim chỉ dựa vào suy đoán chứ không phải sự thật. Sotomayor nói rằng các sự kiện như việc bồi thẩm viên #8 tự đưa một con dao vào việc bàn thảo, hoặc đưa nghiên cứu từ ngoài vào, và cuối cùng là việc bồi thẩm đoàn đã suy đoán nhiều điều sẽ không được cho phép trong một bồi thẩm đoàn trong đời thật, và sẽ dẫn đến một vụ xử án sai.
Bộ phim cũng có ảnh hưởng ngoài Hoa Kỳ. Trong một bộ phim Kōki Mitani năm 1991, 12 Nin no Yasashii Nihonjin: 12 Gentle Japanese, cũng kể lại câu chuyện ở nước Nhật Bản cũng có một hệ thống bồi thẩm đoàn tương tự.